# Centrale hydroélectrique de Tana Beles
La centrale hydroélectrique de Beles, aussi appelée Beles II ou Tana Beles, est une centrale hydroélectrique au fil de l’eau située au nord-ouest de Bahir Dar en Éthiopie, sur la rivière Beles juste en aval du lac Tana. La centrale électrique reçoit l'eau du lac via le transfert interbassin Tana-Beles et, après l'avoir utilisée pour produire de l'électricité, l'eau est ensuite déversée dans la rivière Beles. La centrale a une capacité installée de 460 MW et constitue la deuxième plus grande centrale électrique du pays. Il devrait également contribuer à fournir de l'eau pour l'irrigation de 140 000 ha. L'ouvrage a été inauguré en mai 2010 et le dernier générateur a été opérationnel en février 2012. Sa construction a été perçue négativement par l'Égypte.

## Histoire
En 1992, une première étude de faisabilité du projet avait envisagé de réaliser une centrale électrique de 200 MW. En 2005, une seconde étude de conception plus élaborée a été réalisée par le cabinet d'ingénierie italien Studio Pietrangeli qui a permis de construire la centrale actuelle de 460 MW. Le gouvernement éthiopien a signé un contrat avec l'entreprise italienne Salini Impregilo SpA pour construire l'usine le 8 juillet 2005. Les travaux de construction ont commencé peu de temps après. En raison de l'emplacement éloigné du projet, le transport et la gestion du personnel et de l'équipement étaient difficiles. Il fallait en moyenne 4 à 5 mois avant que les fournitures n'arrivent. Le 2 juin 2007, un tunnelier (TBM), exploité par SELI Overseas SpA, la filiale spécialisée du groupe Salini Impregilo, a commencé à creuser le tunnel de fuite de 7,2 km et l'a achevé le 31 mai 2008. Le creusement du tunnel a été effectué en continu, 7 jours sur 7, en trois équipes de huit heures par jour. Le tunnelier a atteint une moyenne de 20 mètres par jour. En janvier 2008, une longueur quotidienne maximale de 36 mètres a été atteinte. Le tunnelier pour le tunnel d'amenée de 12 km (7,5 mi), a achevé le percement le 11 août 2009. L'entreprise Salini Impregilo a sous-traité la centrale électrique à VA Tech Hydro. Le 11 mai 2010, le premier générateur de 115 MW de la centrale électrique est entré en service et le 14 mai 2010, la centrale a été inaugurée. Le coût du projet était d'environ 500 millions US$. La centrale électrique était pleinement opérationnelle en février 2012.

## Conception
La centrale hydroélectrique de Beles reçoit l'eau du lac Tana où elle est transférée vers une centrale électrique puis rejetée par un autre tunnel et dans la rivière Beles. Ceci est d'abord réalisé par une entrée sur le lac Tana, où la centrale électrique peut utiliser 9 120 000 000 m3 du volume du lac pour la production d'électricité. Le canal d'entrée mesure 43 m de largeur et 11,5 m de hauteur et son écoulement dans le tunnel d'amenée est contrôlé par 5 vannes. Le tunnel d'amenée transfère l'eau vers le sud-ouest sur sa longueur de 12 km dans son diamètre de 8,1 m. À la fin du tunnel d'amenée, il se transforme en une conduite forcée de 6,5 m de diamètre et 270 m de longueur avant d'arriver à la centrale électrique. À la centrale électrique, l'eau est acheminée vers 4 turbines Francis alimentant 4 générateurs de 115 MW chacun. La centrale électrique est de type caverne et mesure 82 m de longueur, 17,6 m de hauteur et 38,5 m de largeur. Il possède également un puits de surtension de 91,2 m de profondeur et de 8 m de diamètre. Une fois que l'eau est utilisée pour la production d'électricité hydroélectrique, elle est ensuite évacuée de la  vers la rivière Beles via un tunnel de fuite de 7,2 km avec le même diamètre que le canal d'amenée. Le niveau d'eau normal à l'entrée est de 1.800 m au-dessus du niveau de la mer et la centrale électrique se trouve à 1.450 m, ce qui permet une hauteur hydraulique de 350 m. Le projet devrait également contribuer à irriguer 140 000 ha à l'avenir.

## Impacts sociaux et environnementaux
L'étude d'impact environnemental de la centrale hydroélectrique de Beles commandée par Ethiopian Electric Power est introuvable. Les impacts sociaux du transfert d'eau Tana-Beles ont été étudiés et les résultats ont été publiés dans le très médiatisé Journal of Hydrology : les augmentations dangereusement élevées du débit de la rivière Beles ont conduit à la noyade de 250 personnes entre 2010 et 2018. Les impacts négatifs sur les moyens de subsistance ruraux sont cependant éclipsés par les objectifs de développement national (production d’électricité). Les coûts externes (faire face aux dégâts) sont supportés par la population locale, qui a un faible pouvoir de négociation.

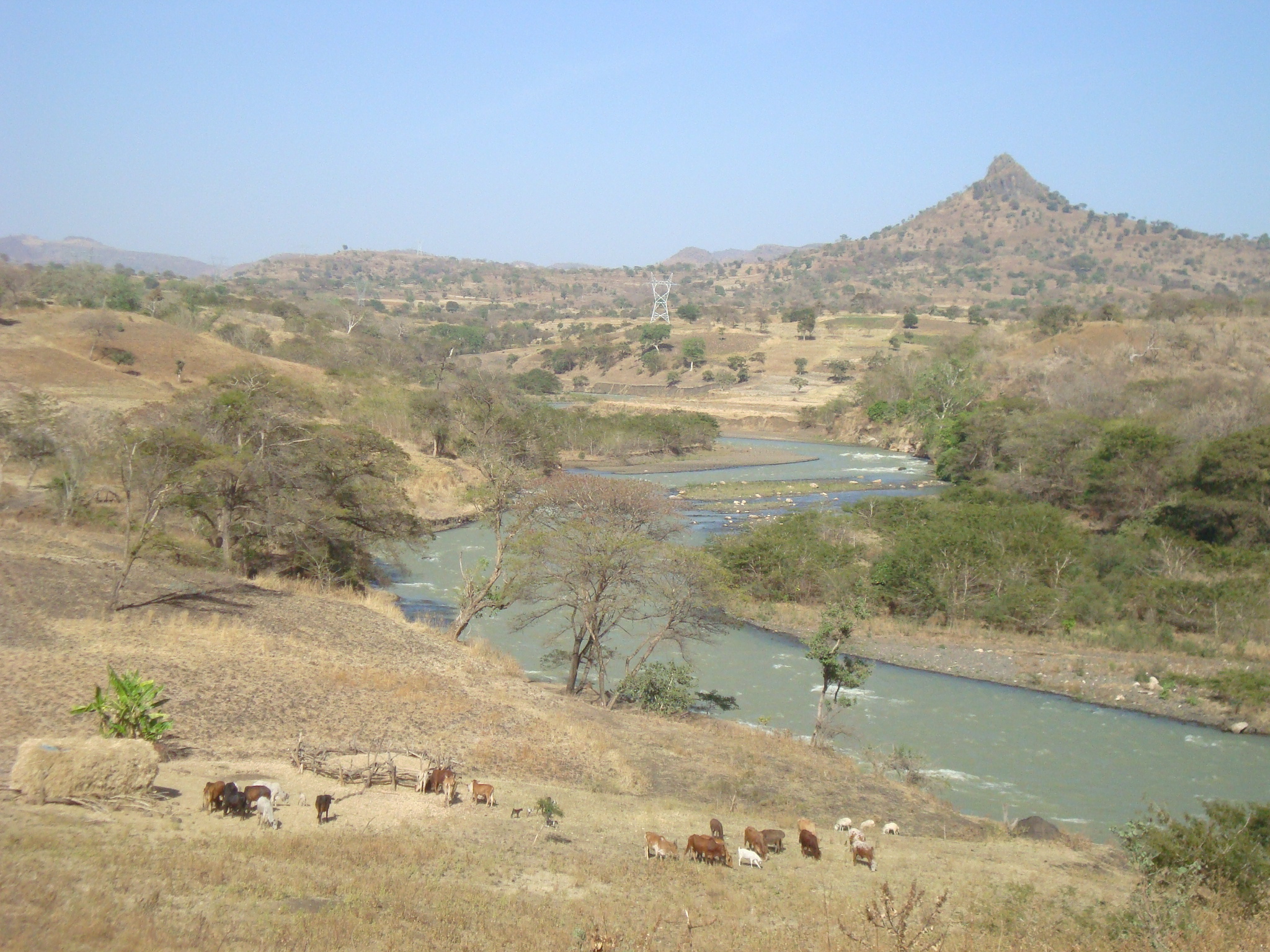
La rivière Beles en aval de la centrale hydroélectrique

.

## Opposition égyptienne
La centrale hydroélectrique de Beles fait partie d'un problème plus vaste parmi les pays du bassin du Nil, car le fleuve Beles est un affluent du Nil Bleu et le lac Tana alimente également le bassin. Après l'inauguration de la centrale électrique, des déclarations ont été publiées lors d'une réunion de responsables égyptiens, dont l'une était : « Le barrage de Tana Beles vise à provoquer la colère de l'Égypte et à l'amener à entreprendre une action diplomatique rapide qui ferait pencher l'opinion mondiale en faveur du projet en amont. Pays du Nil." Les responsables, dont beaucoup sont impliqués dans le secteur du Nil, ont déclaré qu'ils n'avaient aucune information sur le projet,. La centrale électrique a été inaugurée en même temps qu'un accord-cadre de coopération sur le bassin du Nil était signé par des pays en amont tels que l'Ouganda, le Rwanda, la Tanzanie et l'Éthiopie, mais les pays en aval, le Soudan et l'Égypte, ont refusé de signer. En vertu des accords de l'époque coloniale, seuls le Soudan et l'Égypte devaient bénéficier du débit du Nil et pouvaient rejeter tout projet en amont qui l'entraverait,,.